# قلعه اجیری
قلعه اجیری (به ژاپنی: 江尻城 えじりじょう)، یک قلعه ژاپنی در شیمیزو-کو، شیزوئوکا شهر شیزوئوکا استان شیزوئوکا، (قبلاً بخش ناحیه ایهارا، شیزوئوکا، ولایت سوروگا) در ژاپن بود.
این قلعه در سال ۱۵۷۰ توسط تاکدا شینگن ساخته شد.
در پایان سال ۱۵۶۸، خاندان تاکدا تهاجم به قلمرو ایماگاوا (حمله به سوروگا) را آغاز کرد. بر اساس ماده ۳۴ کتاب تاریخی کویو گونکان، قلعه در همان زمان ساخته شد و توسط بابا نوبوهارو (کامی مینو)، از ملازمان تاکدا، اشغال شد.
این قلعه به پایگاهی برای مدیریت خاندان تاکدا در ولایت سوروگا تبدیل شد و قلعه در اصل متعلق به یاماگاتا ماساکاگه بود. در طول تهاجم خاندان تاکدا به سوروگا، یاماگاتا ماساکاگه در ابتدا با خاندان توکوگاوا اتحاد تشکیل داد و یاماگاتا به عنوان واسطه با خاندان توکوگاوا عمل کرد. یاماگاتا وارد قلعه کانبارا (بخش شیمیزو، شهر شیزوئوکا) شد که در ۶ دسامبر ۱۵۶۹ آن را تصرف کرد و بعداً وارد قلعه اجیری شد. در قلعه اجیری، یاماگاتا امور نظامی ولایت توتومی و ولایت میکاوا، از جمله یاماکه سونپو-شو در اوکو-میکاوا را کنترل می‌کرد. طبق ماده ۳۶ کویو گونکان، کار ساخت و ساز توسط خاندان سوروگا در سال ۱۵۷۰ ادامه یافت. یاماگاتا همچنین در «عملیات نیشیگامی» شینگن در سال‌های آخر عمرش شرکت کرد و در نبرد ناگاشینو در ۲۱ مه ۱۵۷۵ کشته شد.